# Jean-Baptiste Mosneron de Launay
Jean-Baptiste Mosneron Dupin, baron de Launay, est un homme politique et homme de lettres français né le 28 août 1738 à Nantes et décédé le 1er juillet 1830 à Saint-Gaudens.

## Biographie
Né dans une riche famille d'armateurs nantais, fils de Jean Gildas Mosneron, négociant-armateur, et de Marguerite Pitault, et frère de l'armateur négrier Joseph Mosneron Dupin (1748-1833),, Jean-Baptiste Mosneron réalise des voyages en Angleterre, Hollande, Afrique et dans les îles américaines, se rendant à Saint-Domingue sur un navire de son frère.
Le 26 juin 1769, dans la chapelle de la Branchoire, à Saint-Herblain, il épouse Anne-Victoire Mullon, fille de Pierre Mullon, sieur de La Branchoire, négociant-armateur et échevin de la ville de Nantes. Il sera le père de Joseph Antonin Mosneron de Saint-Preux, polytechnicien et compositeur (1878-1848), ainsi le grand-père du général Jules-Pierre Bernier de Maligny.
Plus intéressé par la littérature que par le commerce, il vient à Paris étudier le droit. Il y compose des tragédies et fait paraître une traduction du Paradis perdu de John Milton en 1786, qui eut six éditions.
Il est consul du commerce à Nantes de 1781 à 1783.
Il fait construire le château de l'Aulnaye à Vertou après 1785.
Officier municipal à Nantes en 1789, il fait partie de la députation du commerce de Nantes envoyée à Paris, à l'Assemblée constituante. Partisan de l'esclavagisme, il prononce à la Société des amis de la constitution le 26 février 1790 un discours sur les colonies et la traite des noirs, dans lequel il demande que l'Assemblée déclarât « qu'elle n'entendait faire aucune application de ses décrets aux colonies, qui seraient exploitées comme par le passe, sauf à attendre la manifestation de leur vœu ».
Le 5 septembre 1791, il est élu député de la Loire-Inférieure à l'Assemblée législative. Il y défendit les prêtres réfractaires, vote avec le côté droit de la Chambre et se trouve aux côtés du roi dans la journée du 10 août 1792, permettant à la famille royale d’évacuer le Palais des Tuileries sans dommage. 
Arrêté sous la Terreur, il est incarcéré au Luxembourg, et ne retrouve la liberté qu'après la chute de Robespierre.
Favorable au 18 brumaire, il est choisi par le Sénat conservateur le 4 nivôse an VIII pour représenter la Loire-Inférieure au nouveau Corps législatif, où il resta jusqu'en l'an XI.
Il termine sa carrière comme contrôleur général des tabacs à Saint-Gaudens et reçoit par Louis XVIII le titre de baron de L'Aunay le 8 janvier 1823.
Il est l’auteur de plusieurs ouvrages littéraires, dont Le Vallon aérien ou Relation d’un voyage d’un aéronaute dans un pays inconnu, en 1810.
Sa famille est subsistante dans la descendance de son frère, Joseph Mosneron-Dupin, armateur et négociant nantais.

## Œuvres
- Le Paradis perdu / par Milton ; trad. nouvelle par Mosneron, 1786
- Discours sur les colonies et la traite des noirs, 1790
- Vie du législateur des chrétiens sans lacunes et sans miracles, 1803
- Le Vallon aérien ou Relation d'un voyage d'un aéronaute dans un pays inconnu. Paris, J. Chaumerot, 1810

## Sources
- « Jean-Baptiste Mosneron de Launay », dans Adolphe Robert et Gaston Cougny, Dictionnaire des parlementaires français, Edgar Bourloton, 1889-1891 [détail de l’édition]
- Biographie universelle, ancienne et moderne (Joseph Michaud, Louis Gabriel Michaud)
- Émilien Maillard, Nantes et le département au XIXe siècle : littérateurs, savants, musiciens, & hommes distingués, 1891.